# Trudoliubivka, Bratske
Trudoliubivka (în ucraineană Трудолюбівка) este un sat în comuna Novokosteantînivka din raionul Bratske, regiunea Mîkolaiiv, Ucraina.

## Demografie
Componența lingvistică a localității Trudoliubivka
     Ucraineană (80,61%)
     Română (17,35%)
     Rusă (1,02%)
Conform recensământului din 2001, majoritatea populației localității Trudoliubivka era vorbitoare de ucraineană (80,61%), existând în minoritate și vorbitori de română (17,35%), rusă (1,02%) și armeană (1,02%).